# Владислава
Владислава — жіноче ім'я, є формою слов'янського двоосновного чоловічого імені Владислав, що означає «володіє славою», «прославлений». Зменшувальна форма імені — Влада. Також це зменшувальна форма імен Владлена, Владилена, Владана та Володимира. Але в даний час ім'я використовується як самостійне.

## Походження
Це ім'я має давньослов'янське коріння й складається з двох коренів — «влади» і «слав», які означають відповідно повелівати, володіти і слава.

## Відомі носійки
Владислава Ґостинська (1858—1934) — польський скульптор.
Владислава Дмитрівна Каневська (1969—2022) — українська громадська діячка з роду Грушевських: дочка Елеонори Коваль та правнучка Марка Грушевського.
Владислава Миколаївна Кучерова (літературний псевдонім Лада Лузіна; нар. 1972) — українська російськомовна письменниця, журналістка, театральний критик. 
Владислава Валеріївна Магалецька (уроджена Рутицька; нар. 1978) — українська громадська та політична діячка. 
Владислава Сергіївна Глєба (нар. 1998) — українська акторка. 
Владислава Антонівна Алексіїва (нар. 2001) — українська плавчиня-синхроністка, бронзова призерка літніх Олімпійських ігор 2020 року. Сестра-близнюк плавчині-синхроністки, бронзової призерки літніх Олімпійських ігор 2020 року Марини Алексіївої.  